# Regina Wecker
Regina Wecker Mötteli (* 21. April 1944 in Berlin; heimatberechtigt in Trogen) ist eine deutsch-schweizerische Historikerin.

## Leben
Wecker besuchte die Schulen in Berlin-Tegelort und Berlin-Tegel und schloss mit einem neusprachlichen Abitur ab. Sie studierte von 1963 bis 1969 Geschichte, Anglistik, Judaistik und Publizistik an der Freien Universität Berlin. Von 1969 bis 1975 studierte sie Geschichte, Englisch und Philosophie/Pädagogik an der Universität Basel, wo sie 1975 auch promoviert wurde. Ebendort wurde sie 1992 für Neuere allgemeine und Schweizer Geschichte habilitiert und 1993 zur Assistenzprofessorin für Frauen- und Geschlechtergeschichte berufen. 1997 wurde ihre Assistenzprofessur in eine ausserordentliche Professur für Frauen- und Geschlechtergeschichte umgewandelt. 1998 erhielt sie den Wissenschaftspreis der Stadt Basel. Per Ende August 2009 wurde sie emeritiert.
Regina Wecker ist massgeblich an der Verankerung der Geschlechtergeschichte und am Aufbau der Geschlechterforschung in der Schweiz beteiligt. Ihre Schwerpunkte in Forschung und Lehre sind die Geschichte der Lohnarbeit, die Rechtsgeschichte und die Geschichte von Bürgerrecht und Nationalität. Ihre neueren Forschungen beschäftigen sich mit der Geschichte von Eugenik und Biopolitik. Von 2004 bis Ende 2013 war sie Präsidentin der Schweizerischen Gesellschaft für Geschichte (SGG). Sie ist Mitglied des Vorstands des Schweizerischen Sozialarchivs und der Schweizerischen Gesellschaft für Geschlechterforschung (SGGF).
Von 1980 bis 1996 war sie Einwohnerrätin ihrer Wohngemeinde Reinach. Von 1980 bis 1986 gehörte sie dem Verfassungsrat des Kantons Basel-Landschaft an.
Wecker ist verheiratet und hat zwei Kinder.

## Schriften (Auswahl)
Als Autorin:
- Geschichte und Geschichtsverständnis bei Edmund Burke. Lang, Bern 1981, ISBN 3-261-04720-8 (Dissertation, Universität Basel, 1975).
- Frauen in der Schweiz. Von den Problemen einer Mehrheit. 2 Bände. Klett und Balmer, Zug 1983, ISBN 3-264-80012-8, ISBN 3-264-80013-6.
- Zwischen Ökonomie und Ideologie. Arbeit im Lebenszusammenhang von Frauen im Kanton Basel-Stadt 1870–1910. Chronos, Zürich 1997, ISBN 3-905312-27-1 (Habilitationsschrift, Universität Basel, 1997).
- mit Brigitte Studer und Gaby Sutter: Die «schutzbedürftige Frau». Zur Konstruktion von Geschlecht durch Mutterschaftsversicherung, Nachtarbeitsverbot und Sonderschutzgesetzgebung. Chronos, Zürich 2001, ISBN 3-905313-10-3.

Als Herausgeberin:
- mit Andrea Maihofer: Reproduktion = Reproduction. Böhlau, Köln 2003.
- mit Sabine Braunschweig, Gabriela Imboden, Bernhard Küchenhoff, Hans Jakob Ritter: Wie nationalsozialistisch ist die Eugenik? What is National Socialist about Eugenics? Internationale Debatten zu Geschichte der Eugenik im 20. Jahrhundert. Böhlau, Wien 2009, ISBN 978-3-205-78203-2.
- mit Sabine Braunschweig, Gabriela Imboden, Hans Jakob Ritter: Eugenik und Sexualität. Die Regulierung reproduktiven Verhaltens in der Schweiz, 1900–1960. Chronos, Zürich 2013, ISBN 978-3-0340-1131-0.